# Борсуки (заказник)
Борсуки́ — ландшафтний заказник місцевого значення в Україні. Місцевість розташована на південний захід від села Петрані Жмеринського району, на території Кармалюківської сільської ради. 
Площа 20 га. Оголошений відповідно до Рішення 27 сесії Вінницької обласної ради 7 скликання від 20.12.2017 року № 558. Перебуває у віданні: Кармалюківська сільська рада. 
Територія заказника розташована у долині безіменного струмка, що живить притоку річку Рів — річку Думка. У ґрунтовому покриві переважають сірі лісові опідзолені ґрунти. 
Рослинність заказника представлена наступними видами: конвалія звичайна, печіночниця звичайна, ряст бульбистий, фіалка лісова, проліска дволиста, анемона біла, коронарія зозуляча, сусак зонтичний, рогіз широколистий, мати-й-мачуха, веснівка дволиста, медунка темна, жовтець повзучий, жовтець їдкий, ряст порожнистий, зірочник злакоподібний, миколайчики сині, смілка поникла, щавель горобиний, звіробій звичайний, фіалка запашна, зубниця п'ятилиста, грицики звичайні, первоцвіт весняний, алтея лікарська, гадючник шестипелюстковий, парило звичайне, дрік красильний, вовчук польовий, буркун лікарський, конюшини повзуча і лучна, астрагал солодколистий, в'язіль барвистий, горошок лисячий, хамереній вузьколистий, китятки чубаті, золототисячник малий, валеріана висока, живокіст лікарський, чорнокорінь лікарський, дивина висока, льонок звичайний, вероніка синя, подорожник, буквиця лікарська, шавлія лучна, материнка звичайна, чебрець звичайний, м'ята польова, оман високий, череда трироздільна, деревій звичайний, королиця звичайна, полин гіркий, татарник звичайний, кульбаба лікарська, півники болотяні, тимофіївка лучна, мітлиця тонка, тонконіг лучний, очерет звичайний, калюжниця болотяна, глечики жовті.
Із видів, занесених до Червоної книги України зростають: росичка середня, конюшина червонувата, змієголовник австрійський, цибуля ведмежа, підсніжник складчастий.
Тваринний світ заказника багатий та різноманітний. Земноводні представлені кумкою звичайною та часничницею звичайною. Із плазунів трапляюється ящірка прудка. На цій території трапляються такі види птахів: чапля сіра, лелека білий, лунь очеретяний, яструб великий, зимняк, канюк звичайний, припутень, зозуля звичайна, одуд, крутиголовка, жайворонок польовий, плиска жовта, сорокопуд терновий, шпак звичайний, сойка, крук, кропив'янка сіра, кропив'янка садова, трав'янка лучна, соловейко східний, дрізд співочий, гаїчка болотяна, синиця блакитна, синиця велика, горобець польовий, зяблик, зеленяк, чиж, щиглик, коноплянка, просянка та вівсянка звичайна. Ссавці представлені такими видами: їжак білочеревий, мідиця звичайна, мідиця мала, кріт європейський, заєць сірий, нориця руда, полівка польова, мишак лісовий, миша польова, миша хатня, борсук європейський, тхір, ласиця. 
Територія має рекреаційне, естетичне, освітньо-виховне, воло регулююче значення. Долина струмка із добре збереженою природною екосистемою відіграє важливу роль у підтриманні екологічного балансу та формуванні екомережі району та області.

## Характеристика території
За фізико-географічним районуванням (1968) територія належить до Волковинецько-Жмеринського району області Подільського Побужжя Дністровсько-дніпровської лісостепової провінції лісостепової зони. В тектонічному відношенні територія належить до найбільш припіднятого блоку Українського кристалічного щита. Кристалічні породи залягають неглибоко і виходять на денну поверхню у долинах річок, ярах та балках. Осадову товщу підстилає древня каолінова кора вивітрювання гранітів. Антропогенні і неогенні породи представлені відкладами пісків та лесоподібних суглинків. Провідну роль у формуванні рельєфу відіграє ерозійна діяльність річок. Густота яружно-балкової мережі 0,5-1 км/км². Територія являє собою плоско хвилясте слабо розчленоване плато. Клімат помірно-континентальний, вологий. Середня температура січня становить 5,7…-6°C, липня - +18…+19°C, середня річна +6,5…+8°C. Річна кількість опадів становить 570-600 мм. Безморозний період триває 165-175 днів.